# Awe (Batee)
Awe is een bestuurslaag in het regentschap Pidie van de provincie Atjeh, Indonesië. Awe telt 314 inwoners (volkstelling 2010).